# Coryphaenoides yaquinae
Coryphaenoides yaquinae es una especie de pez de la familia Macrouridae en el orden de los Gadiformes.

## Morfología
• Los machos pueden llegar alcanzar los 63 cm de longitud total.

## Hábitat
Es un pez de aguas profundas que vive entre 3.400-5.800 m de profundidad.

## Distribución geográfica
Se encuentra en el Océano Pacífico.